# Arlesiella
Genre
Arlesiella est un genre de collemboles de la famille des Neanuridae.

## Liste des espèces
Selon Checklist of the Collembola of the World (version du 27 octobre 2019) :
- Arlesiella amazonica Arlé, 1966
- Arlesiella camerounensis Massoud, 1963
- Arlesiella delamarei Massoud, 1963
- Arlesiella monodi (Delamare Deboutteville, 1952)
- Arlesiella saprophila Delamare Deboutteville, 1951
- Arlesiella simulans Massoud, 1963

## Publication originale
- Delamare Deboutteville, 1951 : Nouveaux Collemboles de la Côte d'Ivoire. Bulletin du Muséum, vol. 23, no 3, p. 280–286.